# Volleyball Wrocław
Pour les articles homonymes, voir Gwardia Wrocław (volley-ball masculin).
Le Volleyball Wrocław est un club de volley-ball féminin polonais fondé en 1945 et basé à Wrocław, évoluant pour la saison 2019-2020 en Liga Siatkówki Kobiet.

## Historique
- ZEC ESV Gwardia Wrocław (...-2004)
- ZEC SV Gwardia Wrocław (2004-2006)
- DIALOG Gwardia Wrocław (2006-2007)
- Impel Gwardia Wrocław (2007-2012)
- Impel Wrocław (2012-2017)
- Volleyball Wrocław (2017-...)

## Palmarès
- Coupe de Pologne
  - Finaliste : 1961, 2003, 2004.
- Championnat de Pologne
  - Finaliste : 2014[3]